# دریای پیرامون ما
دریای پیرامون ما (انگلیسی: The Sea Around Us) فیلمی مستند به کاگردانی ایروین آلن است که در ۱۹۵۳ منتشر شد.